# Křenkov
Křenkov je zaniklá osada ve východní části katastru obce Hlubočepy, která se rozkládala jižně od Zlíchova při Zbraslavské silnici na území mezi Vltavou, Dalejským potokem, skalnatým výběžkem s restaurací Barrandovské terasy a kapličkou Panny Marie Bolestné. Domky stály severně a východně od dochovaného nízkého skaliska.

## Historie
V osadě Křenkov stálo zřejmě pět obytných stavení. K roku 1933 jsou uváděny při Zbraslavské silnici dva malé nízké domky a dva domky jednopatrové, které stály „na úpatí skal již nižších, přímo proti Bráníku“. Dalším domem byla malá hospůdka zvaná „u Dědků“ nebo také „na Růžku“ těsně pod skaliskem obrácená severně k silnici, vybudovaná ze starého mlýna zvaného „Červený“. Mlýn byl zrušen přibližně v 60. letech 19. století.
Silnice v místě osady byla podezděna a tím oddělena od luk táhnoucích se až k Vltavě. Podél zídky se tyčila řada topolů. Při stavbě železniční dráhy vedoucí z Prahy do Berouna byly topoly pokáceny a trať přetnula louky na dvě části. Později byl přes silnici postaven betonový most jako součást přístupové cesty k nově budovaným ateliérům a vilové čtvrti Barrandov.
Na skalisku u betonového mostu bývaly zbytky francouzského opevnění se střílnami. Toto opevnění postavila francouzská armáda roku 1742 na ochranu silnice (Zbraslavská), kterou Francouzi vybudovali po odstřelení části barrandovských skal.

### Kaplička Panny Marie Bolestné
Kaple v beuronském slohu, která stojí pod barrandovskými skalami při Zbraslavské silnici mezi Zlíchovem a Malou Chuchlí, vznikla roku 1847 z prachárny postavené francouzskými vojsky při obléhání Prahy v polovině 18. století.

### Přívoz
V Křenkově býval přívoz, který spojoval levý břeh Vltavy s Braníkem. Zřízen byl roku 1835, zrušen přibližně roku 1979.